# Columbina
Columbina är ett släkte med fåglar i familjen duvor inom ordningen duvfåglar med nio arter som förekommer från södra USA till södra Argentina:
- Mexikansk sparvduva (C. inca)
- Nordlig sparvduva (C. passerina)
- Dvärgsparvduva (C. minuta)
- Rostsparvduva (C. talpacoti)
- Ecuadorsparvduva (C. buckleyi)
- Fjällig sparvduva (C. squammata)
- Picuisparvduva (C. picui)
- Guldnäbbad sparvduva (C. cruziana)
- Blåögd sparvduva (C. cyanopis)